# リケッチア科
リケッチア科（Rickettsiaceae）は真正細菌のプロテオバクテリア門アルファプロテオバクテリア綱リケッチア目の科の一つである。
現在、真核細胞の細胞小器官の一つであるミトコンドリアを形成している細菌はこの科に由来すると考えられている。この科においてリケッチア属は最も重要な属であり、同科におけるほとんどのヒト病原体はリケッチア属に属している。それらはライフサイクルの一部をマダニやシラミなどの節足動物の体内で過ごし、これらの節足動物による刺咬を介して人間など他の哺乳類に感染する。感染菌にはグラム陰性菌が含まれており、暴露状態に非常に敏感であるため、細胞内感染が必須である。リケッチア・リケッチイ（Rickettsia rickettsii）は同科の典型的な感染性生物である。

## ゲノム
ゲノムの比較分析により、RP030、RP187、及びRP192という3種のタンパク質が同定された。これらはリケッチア科菌種に特有に見出され、この科の分子マーカーとして利用できる。さらに、転写修復共役因子Mfdにおける4種のアミノ酸インサート、リボソームタンパク質L19における10種のアミノ酸インサート、FtsZタンパク質及び主要なシグマ因子70における各1種のアミノ酸インサート、並びにリケッチア科菌種に特異的なエキソヌクレアーゼVIIタンパク質の1個のアミノ酸欠失を含む、多くのタンパク質で保存されたシグネチャーインデルが特定された。